# Littleton (Cheshire)
Littleton es una parroquia civil situada en la autoridad unitaria de Cheshire Oeste y Chester, en Cheshire, Inglaterra (Reino Unido). Según el censo de 2021, tiene una población de 710 habitantes.
Está ubicada al sur de la región del Noroeste de Inglaterra, cerca de la frontera con Gales, de la costa del mar de Irlanda y a poca distancia al sur de la ciudad de Liverpool.